# Wasting Time (Brent Faiyaz)
Wasting Time è un singolo del cantante statunitense Brent Faiyaz, pubblicato il 1º luglio 2021 come terzo estratto dal suo secondo album in studio Wasteland.

## Descrizione
Il singolo vede la partecipazione del rapper americano-canadese Drake e del duo di produttori discografici statunitensi The Neptunes (composto da Pharrell Williams e Chad Hugo) ed è stato prodotto da questi ultimi.

## Copertina
La copertina del singolo è un omaggio a quella dell'album del 2006 di Pharrell Williams In My Mind e presenta raffigurazioni grafiche di Faiyaz e Drake nello stesso stile della copertina di quest'ultimo.

## Tracce
Testi e musiche di Christopher Wood, Aubrey Graham, Pharrell Williams e Charles Hugo.
1. Wasting Time (feat. Drake e The Neptunes) – 5:01

## Classifiche
| Classifica (2021) | Posizione massima |
| ----------------- | ----------------- |
| Canada            | 44                |
| Irlanda           | 82                |
| Regno Unito       | 34                |
| Stati Uniti       | 49                |